# Acleris kochiella
Acleris kochiella là một loài bướm đêm thuộc họ Tortricidae. Nó được tìm thấy ở hầu hết châu Âu, Kazakstan, vùng Ural, Irkutsk và Trung Quốc.
Sải cánh dài 15–18 mm. Con trưởng thành bay từ tháng 6 đến tháng 7 và in tháng 9. Có hai lứa trưởng thành một năm.
Ấu trùng ăn các loài Ulmus. Chúng ăn trong các lá được cuộn hoặc gấp lại.